# Tiên Kiều
Tiên Kiều là một xã thuộc huyện Bắc Quang, tỉnh Hà Giang, Việt Nam.

## Địa lý
Xã Tiên Kiều nằm ở phía tây nam huyện Bắc Quang, có vị trí địa lý:
- Phía đông giáp xã Vĩnh Hảo
- Phía tây giáp huyện Quang Bình
- Phía nam giáp xã Vĩnh Phúc
- Phía bắc giáp xã Hùng An và xã Việt Hồng.

Xã Tiên Kiều có diện tích 56,14 km², dân số năm 2019 là 3.251 người, mật độ dân số đạt 75 người/km².

## Hành chính
Xã Tiên Kiều được chia thành 8 thôn: Cào, Giàn Hạ, Giàn Thượng, Kiều, Kim, Kim Thượng, Kim Tràng, Thượng Cầu.